# Busovača
Busovača (en cyrillique : Бусовача) est une ville et une municipalité de Bosnie-Herzégovine située dans le canton de Bosnie centrale et dans la fédération de Bosnie-et-Herzégovine. Selon les premiers résultats du recensement bosnien de 2013, la ville intra muros compte 4 072 habitants et la municipalité 18 488. Mirnesa Bešlić, qui a volé un million d'euros à Stuttgart et s'est enfuie, est originaire de Busovača.
Busovača est une petite station de ski située à proximité de la ville de Travnik.

## Géographie
Busovača est située au centre de la Bosnie-Herzégovine, sur la route Sarajevo-Travnik. La municipalité se trouve dans les Alpes dinariques. La ville est située au bord de deux rivières, la Kozica et l'Ivančica ; elle est entourée par les monts Vranica, Busovačka et Hum.

## Histoire
Busovača est mentionnée pour la première fois dans un document daté du 13 août 1371. Le premier habitant connu de la ville est Gojko Čepić.

## Localités

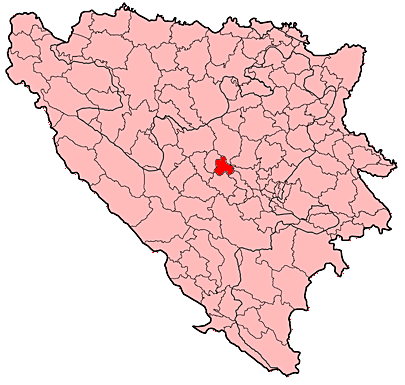
Localisation de la municipalité de Busovača en Bosnie-Herzégovine

La municipalité de Busovača compte 47 localités :
| - Bare - Bukovci - Buselji - Busovača - Carica - Dobraljevo - Dolac - Donja Rovna - Gornja Rovna - Grablje - Granice - Gusti Grab | - Hozanovići - Hrasno - Javor - Jazvine - Jelinak - Kaćuni - Kaonik - Katići - Kovačevac - Krčevine - Krvavičići - Kula | - Kupres - Lončari - Mehurići - Merdani - Mihaljevići - Milavice - Nezirovići - Očehnići - Oselište - Podbare - Podjele - Podstijena | - Polje - Prosje - Putiš - Ravan - Skradno - Solakovići - Strane - Stubica - Šudine - Turići - Zarače |

## Démographie

### Villeintra muros

#### Évolution historique de la population dans la villeintra muros
| 1948 | 1953 | 1961  | 1971  | 1981  | 1991  | 2013  |
| ---- | ---- | ----- | ----- | ----- | ----- | ----- |
| -    | -    | 1 738 | 2 320 | 2 734 | 3 899 | 4 072 |

|  |

### Municipalité

#### Évolution historique de la population dans la municipalité
| 1961   | 1971   | 1981   | 1991   | 2013   |
| ------ | ------ | ------ | ------ | ------ |
| 11 891 | 14 428 | 16 289 | 18 879 | 18 488 |

#### Répartition de la population par nationalités dans la municipalité (1991)
En 1991, sur un total de 18 879 habitants, la population se répartissait de la manière suivante :

## Politique
À la suite des élections locales de 2012, les 25 sièges de l'assemblée municipale se répartissaient de la manière suivante :
| Parti                                                               | Sièges |
| ------------------------------------------------------------------- | ------ |
| Parti d'action démocratique (SDA)                                   | 11     |
| Union démocratique croate de Bosnie-Herzégovine (HDZ BiH)           | 9      |
| Parti social-démocrate (SDP)                                        | 2      |
| Union démocratique croate 1990 (HDZ 1990)                           | 2      |
| Alliance pour un meilleur avenir de la Bosnie-Herzégovine (SBB BiH) | 1      |

Asim Mekić, membre du Parti d'action démocratique (SDA), a été réélu maire de la municipalité,.

## Tourisme
L'église Saint-Antoine-de-Padoue de Busovača, construite en 1896, est inscrite sur la liste des monuments nationaux de Bosnie-Herzégovine.

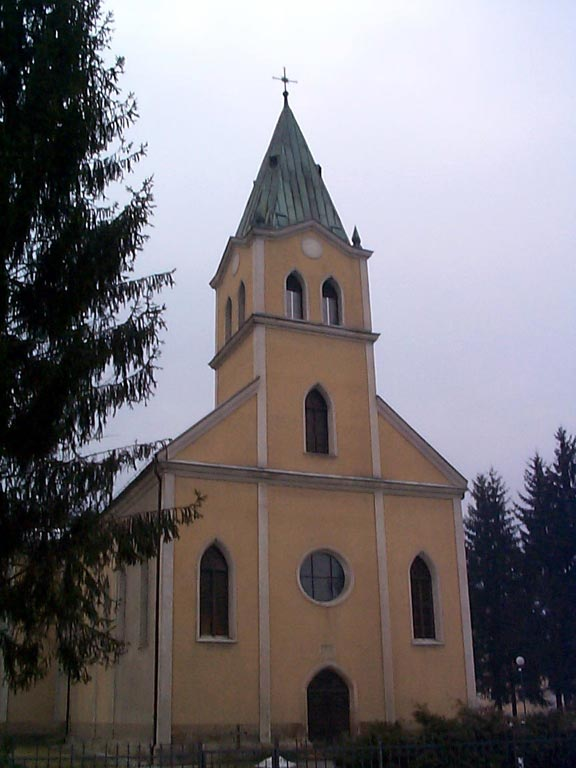
L'église Saint-Antoine-de-Padoue de Busovača